# پیر براسو

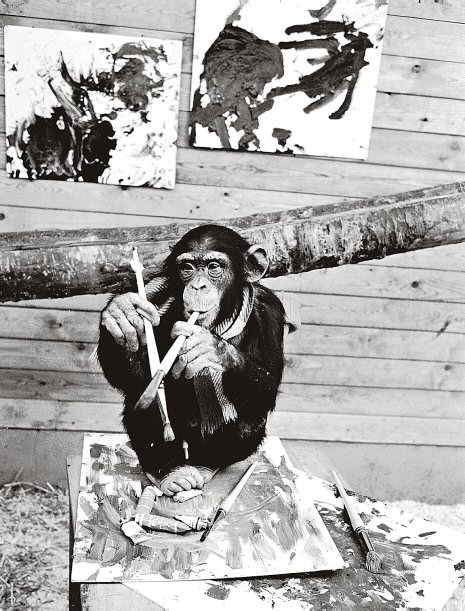
پیر (با نام مستعار "Pierre Brassau") در سال ۱۹۶۴

پیر براسو یک شامپانزه بود که در یک حقه که در سال ۱۹۶۴ توسط اکه داکه اکسلسون طراحی شده بود مورد استفاده قرار گرفت. اکسلسون در یک روزنامه نیم قطع سوئدی با نام گوتبورگ-تیدنگن قلم می‌زد. او یک روز تصمیم گرفت برای اینکه ببیند آیا منتقدان آثار هنری واقعاً تفاوت یک کار پیشرو و آونگارد هنری را با کار یک شامپانزه تشخیص می‌دهند یا نه. او بدین منظور یک نمایشگاه از آثار هنری یک هنرمند گمنام فرانسوی با نام پیر براسو تشکیل داد. اما آثار این نمایشگاه همگی توسط یک شامپانزه کشیده شده‌بودند.
پیر براسو واقعی یک شامپانزه ۴ ساله با نام پیتر از باغ وحش‌های سوئد بود. او از محافظ ۱۷ سال شامپانزه تقاضا کرد تا قلم و کاغذ در اختیار این جانور قرار بگیرد. بعد از اینکه شامپانزه چندین اثر ایجاد کرد. اکسلسون ۴ نمونه از بهترین این آثار را انتخاب کرد و در یک گالری در یوتبری سوئد به نمایش گذاشت. منتقدان این آثار را ستوند، رولف اندربرگ از روزنامه Göteborgs-Posten چنین نوشت: براسو با حرکاتی محکم نقاشی می‌کشد اما همچنین داری خط مشی مشخصی است. قلم او آمیخته‌ای از ضربه با موشکافی دقیق است. پیر یک هنرمند با ظرافت یک رقصنده بالت است.
بعد از اینکه مشخص شد این کار یک حقه بوده است. رالف اندبرگ همچنان پافشاری می‌کرد که کارهای براسو بهترین کارهای نمایشگاه بوده‌اند. براسو در سال ۱۹۶۹ به باغ وحش دیگری در انگلیس منتقل شد.